# Haplinis dunstani
Haplinis dunstani là một loài nhện trong họ Linyphiidae.
Loài này thuộc chi Haplinis. Haplinis dunstani được A. David Blest miêu tả năm 1979.